# Момиче за всичко
„Момиче за всичко“ (на английски: His Girl Friday) е игрален филм – романтична комедия, излязъл по екраните през 1940 година, режисиран от Хауърд Хоукс с участието на Кари Грант и Розалинд Ръсел.

## Сюжет
Уолтър Бърнс е главен редактор на „The Morning Post“, Хилди Джонсън е бившата му съпруга и най-добър репортер във вестника. Тя идва да информира Уолтър, че ще се омъжва и напуска работата във вестника. Уолтър все още обича Хилди и не иска да загуби най-добрия си служител, затова й дава последната задача - да интервюира осъдения на смърт граф Уилямс. Това ще бъде най-добрият ѝ репортаж, върхът в кариерата ѝ, но започват да се случват немислими неща.

## В ролите
| Актьор         | Роля          |
| -------------- | ------------- |
| Кари Грант     | Уолтър Бърнс  |
| Розалинд Ръсел | Хилди Джонсън |
| Ралф Белами    | Брус Болдуин  |
| Джийн Локхарт  | Шериф Хартуел |
| Портър Хол     | Мърфи         |
| Ърнест Труекс  | Бенсингер     |
| Клиф Едуардс   | Ендикот       |
| Кларънс Колб   | кмет          |
| Роско Карнс    | Маккю         |
| Алма Крюгер    | г-жа Болдуин  |